# ژله هاکوتو
ژله هاکوتو (به ژاپنی: 白桃ゼリー Hakuto jelly) یک نوع دسر فصل تابستان در ژاپن است. این ژله از آب هلوی استان اوکایاما تهیه می‌شود.